# Episodi di Law & Order - I due volti della giustizia (sedicesima stagione)
La sedicesima stagione della serie televisiva Law & Order - I due volti della giustizia, composta da 22 episodi, è stata trasmessa in prima visione negli Stati Uniti, sul canale NBC,  dal 21 settembre 2005 al 17 maggio 2006.
In Italia la stagione è stata trasmessa in prima visione su Rai 2 dal 21 aprile 2009 al 2 gennaio 2010. In particolare, il primo e il secondo episodio sono stati trasmessi il 21 e il 27 aprile 2009, il terzo e il quarto il 19 e il 26 maggio 2009, i successivi 17 dal 22 settembre al 14 dicembre 2009 e l'ultimo il 2 gennaio 2010.
| nº | Titolo originale     | Titolo italiano       | Prima TV USA      | Prima TV Italia   |
| -- | -------------------- | --------------------- | ----------------- | ----------------- |
| 1  | Red Ball             | Patteggiamento        | 21 settembre 2005 | 21 aprile 2009    |
| 2  | Flaw (2)             | Inganni (2)           | 28 settembre 2005 | 27 aprile 2009    |
| 3  | Ghosts               | Ferita aperta         | 5 ottobre 2005    | 19 maggio 2009    |
| 4  | Age of Innocence     | Una vita per la vita  | 12 ottobre 2005   | 26 maggio 2009    |
| 5  | Life line            | Linea di difesa       | 19 ottobre 2005   | 22 settembre 2009 |
| 6  | Birthright           | Diritto di nascere    | 2 novembre 2005   | 25 settembre 2009 |
| 7  | House of Cards       | Castello di carte     | 9 novembre 2005   | 2 ottobre 2009    |
| 8  | New York Minute      | Guardie di confine    | 16 novembre 2005  | 6 ottobre 2009    |
| 9  | Criminal Law         | Giustizia in famiglia | 23 novembre 2005  | 9 ottobre 2009    |
| 10 | Acid                 | Acido                 | 30 novembre 2005  | 10 ottobre 2009   |
| 11 | Bible Story          | Il libro sacro        | 7 dicembre 2005   | 11 ottobre 2009   |
| 12 | Family Friend        | Amico di famiglia     | 11 gennaio 2006   | 13 ottobre 2009   |
| 13 | Heart of Darkness    | Suicidio assistito    | 18 gennaio 2006   | 16 ottobre 2009   |
| 14 | Magnet               | Figlio su misura      | 8 febbraio 2006   | 20 ottobre 2009   |
| 15 | Choice of Evils      | La catena del male    | 1º marzo 2006     | 23 ottobre 2009   |
| 16 | Cost of Capital      | A qualunque costo     | 8 marzo 2006      | 14 novembre 2009  |
| 17 | America, Inc.        | Lo scambio            | 22 marzo 2006     | 15 novembre 2009  |
| 18 | Thinking Makes It So | Per salvare una vita  | 29 marzo 2006     | 17 novembre 2009  |
| 19 | Positive             | Cocktail letale       | 5 aprile 2006     | 24 novembre 2009  |
| 20 | Kingmaker            | Sotto copertura       | 3 maggio 2006     | 1º dicembre 2009  |
| 21 | Hindsight            | Una madre modello     | 10 maggio 2006    | 14 dicembre 2009  |
| 22 | Invaders             | Regole violate        | 17 maggio 2006    | 2 gennaio 2010    |

## Patteggiamento
- Titolo originale: Red Ball
- Diretto da: Matthew Penn
- Scritto da: David Wilcox

### Trama
Fontana e Green si trovano a indagare sul rapimento di una bambina, creduto inizialmente un furto d'auto. Grazie a un identikit il rapitore viene individuato e catturato; perquisendo la sua abitazione, trovano delle tracce di sangue e ciò fa credere che la bambina sia stata uccisa. Però la madre della bambina riceve la telefonata della figlia, che si trova con una complice del rapitore, la quale viene poi trovata uccisa in una camera di un motel. Il rapitore si offre di rivelare il luogo in cui la bambina è stata imprigionata, in cambio della libertà. McCoy, messo alle strette e nonostante il parere contrario di Branch, accetta un patteggiamento, anche se si dovrà fare i conti con un giudice che non approva l'accordo.
- Guest star: James LeGros (Dwight Jacobs), Wendy Hoopes (Denise Clark), Harry Prichett (Bernard Heinz).
- Nota. Alla fine dell'episodio, Branch osserva che McCoy è un buon pubblico ministero, ma che non potrà mai essere il procuratore distrettuale. Ma sarà proprio McCoy a prendere il suo posto dopo che Branch lascerà il posto nella diciottesima stagione.
- Nota. Il termine Red Ball deriva dalla defunta serie della NBC Homicide, ma è stato utilizzato per un caso prioritario, in genere collegato al tipo di copertura dei media che ha generato.
- Nota. Questo episodio segna la tredicesima stagione consecutiva di S. Epatha Merkerson, nel ruolo del tenente Anita Van Buren, e la dodicesima stagione consecutiva per Sam Waterston, nel ruolo del vice procuratore Jack McCoy. Ciò li rende i due personaggi più longevi nella storia della serie.
- Nota. L'attore Jesse L. Martin ritorna nella serie.
- Ascolti Italia: telespettatori 1 877 000 – share 8,52%[1]

## Inganni (2)
- Titolo originale: Flaw (2)
- Diretto da: Jean De Segonzac
- Scritto da: Chris Levinson

### Trama
Fontana e Green indagano sull'omicidio di un uomo e scoprono che la vittima stava cercando di chiamare Olivia Benson. Proprio la Benson collabora con le indagini, arrivando a sospettare di due donne, cioè madre e figlia, in precedenza arrestate da Benson per una truffa di qualche anno prima e rilasciate per mancanza di prove. Poiché la vittima era anche lui un truffatore, Fontana, Green e Benson scoprono che i tre erano complici della truffa e Benson crede che le due donne lo abbiano ucciso per non spartire il bottino. La madre infatti afferma di averlo ucciso per legittima difesa, sostenendo che la figlia era stata molestata dalla vittima dieci anni prima. Però la figlia nega la versione della madre; la Benson indaga sul passato della ragazza e scopre che la madre dice la verità.
- Guest star: Mariska Hargitay (Olivia Benson), Estella Warren (April Troost), Lynda Carter (Lorraine Dillon), Ice-T (Odafin Tutuola), Milena Govich (Ginevra).
- Nota. È la seconda e ultima parte di una storia crossover iniziata con l'episodio di Law & Order - Unità vittime speciali intitolato Il piano.
- Nota. L'attrice Milena Govich ritorna nella serie nel ruolo del detective Nina Cassady; la stessa attrice ha interpretato anche l'assistente del procuratore Jessica Rossi in Conviction, quarto spin-off del franchise Law & Order.
- Ascolti Italia: telespettatori 2 095 000 – share 9,05%[2]

## Ferita aperta
- Titolo originale: Ghosts
- Diretto da: Constantine Makris
- Scritto da: Rick Eid

### Trama
Fontana e Green riaprono il caso sull'omicidio di una dodicenne avvenuto 10 anni prima, dopo la confessione in punto di morte di uno dei rapinatori. All'epoca Fontana si occupò del caso e aveva sempre ritenuto colpevole il padre della vittima, mai incriminato per mancanza di prove. Fontana capisce subito di aver commesso un errore quando numerose prove confermano la versione. McCoy incrimina il complice del delitto, ma dovrà fare i conti con l'ostilità del padre della vittima, che dopo le vecchie accuse di Fontana non intende collaborare con McCoy, e con lo scetticismo di Branch, che preferisce che McCoy patteggi con il vero colpevole del delitto.
- Guest star: Raymond J. Barry (Robert Dolan), David Vadim (Johnny Zona), Quentin Mare (Nick Zona), Shayna Ferm (Suzanne Giles).
- Nota. Questo episodio è ispirato al caso di JonBenèt Ramsey, una bambina di 6 anni morta per asfissia dovuta allo strangolamento con un trauma cranico, avvenuto tra Natale e Santo Stefano del 1996.
- Ascolti Italia: telespettatori 1 296 000 – share 6,30%[3]

## Una vita per la vita
- Titolo originale: Age of Innocence
- Diretto da: David Platt
- Scritto da: Davey Holmes

### Trama
Fontana e Green indagano sull'omicidio di un uomo che aveva preso la decisione di staccare la spina che teneva in vita la moglie, in stato vegetale da anni. Si sospetta dei gruppi di attivisti provita che da giorni manifestavano davanti all'ospedale e in particolare di un pastore, amico dei genitori della donna in coma, che aveva più volte espresso le sue opinioni sul caso. McCoy e la Borgia capiscono che, pur essendo il mandante del delitto, l’autore materiale è il fratello della donna.
- Guest star: Derek Cecil (Steven Lamar).
- Nota. Il titolo originale dell'episodio si riferisce al romanzo omonimo dal titolo L'età dell'innocenza del 1920 di Edith Wharton, che ha vinto il Premio Pulitzer del 1921, e il film omonimo del 1993 di Martin Scorsese.
- Nota. Questo episodio è ispirato al caso di Terri Schiavo, una donna che per 15 anni è stata in coma vegetativo in seguito a un arresto cardiaco fino alla sua morte, avvenuta il 31 marzo 2005 in un centro residenziale a Pinellas Park, in Florida.
- Ascolti Italia: telespettatori 1 362 000 – share 6,79%[4]

## Linea di difesa
- Titolo originale: Lifeline
- Diretto da: Rosemary Rodriguez
- Scritto da: Greg Plageman

### Trama
Fontana e Green indagano sull'omicidio di un'aspirante giornalista che si era infiltrata in una pericolosa gang per scrivere un articolo e dare così una svolta alla sua carriera. I sospetti dei detective si concentrano prima sulla gang e poi su un uomo di mezz'età, incensurato e irreprensibile. Nella sua macchina vengono trovate tracce di sangue della vittima. McCoy e la Borgia lo incriminano, ma non capiscono quale sia il movente. In seguito scoprono che il figlio dell'uomo si trova in carcere, nello stesso penitenziario in cui si trovano rinchiusi i membri della banda. Infatti, minacciando la vita del figlio, la banda ha costretto il padre a uccidere la vittima. A quel punto, i procuratori offrono all'uomo un patteggiamento in cambio della testimonianza contro la banda, ma lui rifiuta, scegliendo di non difendersi attivamente al processo.
- Guest star: William Sadler (Kevin Drucher), J. Salome Martinez (Oscar Morales), Marcos Palma (Alberto Torres).
- Nota. Questo episodio è ispirato alla pericolosa banda MS-13 attiva dagli anni '80.
- Ascolti Italia: telespettatori 873 000 – share 5,47%[5]

## Diritto di nascere
- Titolo originale: Birthright
- Diretto da: Constantine Makris
- Scritto da: David Slack

### Trama
Fontana e Green arrestano una sedicenne di colore che ha ucciso un venditore ambulante che l'aveva denunciata ai servizi sociali per i maltrattamenti sulla figlia, ma alcune ore dopo la ragazza muore in circostanze misteriose. L'autopsia rivela che la ragazza soffriva di anemia falciforme e che è morta a causa di un farmaco illegale per la sterilizzazione che ha complicato la sua condizione medica. A quel punto, Fontana e Green sospettano di un'infermiera che praticava una procedura di sterilizzazione su delle povere e problematiche ragazze senza il loro consenso, per migliorare le loro condizioni di vita. McCoy e la Borgia la incriminano per omicidio colposo, facendo testimoniare la nonna della vittima.
- Guest star: Myra Lucretia Taylor (Lillie Sands), Richard Brooks (Paul Robinette).
- Nota. Questo è uno dei pochi episodi con l'ex assistente di Ben Stone, Paul Robinette, come avvocato difensore.
- Nota. Non solo le date sui titoli non corrispondono ai giorni della settimana del 2005, ma alcune non sono nemmeno dello stesso anno.
- Ascolti Italia: telespettatori 1 707 000[6]

## Castello di carte
- Titolo originale: House of Cards
- Diretto da: Michael Pressman
- Scritto da: Wendy Battles

### Trama
Fontana e Green indagano sull'omicidio di una giovane donna e sul rapimento del figlio di 5 giorni. I sospetti cadono prima sul suo ex fidanzato e dopo una testimone riferisce agli inquirenti di aver visto una donna uscire dall'appartamento della vittima con il bambino in braccio. La donna, dopo essere stata individuata e arrestata, afferma di aver rapito il bambino negando di avergli ucciso la madre. Il suo difensore invoca una gravissima forma di depressione in seguito a un aborto; ma proprio quando il processo si complica, McCoy e la Borgia scoprono un inaspettato contatto tra l'imputata e l'ex compagno della vittima.
- Guest star: Tricia Paoluccio (Jeannie Scott), Victor Verhaeghe (Frank Stoll).
- Nota. Questo episodio è ispirato all'omicidio di Bobbie Jo Stinnett, una donna incinta di 23 anni, uccisa nel 2004 nella sua casa a Skidmore, nel Missouri. L'omicidio è avvenuto per mano di Lisa Montgomery che ha strangolato a morte la vittima e ha estratto brutalmente la figlia di lei non ancora nata, praticando un taglio cesareo con un coltello da cucina. La bambina è miracolosamente sopravvissuta alla procedura.[23]La Montgomery viene condannata a morte per questo omicidio e giustiziata il 12 gennaio 2021 per iniezione letale, divenendo la prima donna dal 2015 a essere giustiziata.
- Ascolti Italia: telespettatori 1 697 000 – share 7,97%[7]

## Guardie di confine
- Titolo originale: New York Minute
- Diretto da: Don Scardino
- Scritto da: Nicholas Wootton

### Trama
Fontana e Green indagano sull'omicidio del proprietario di un'impresa di trasporti. Indagando sulla sua attività lavorativa, scoprono che la vittima trasportava con i suoi camion i clandestini provenienti dal Sudamerica, tramite un membro di un'associazione che sorveglia i confini per impedire l'ingresso dei clandestini; proprio l'uomo viene identificato da una donna che lo ha visto nascondere l'arma del delitto, ma quest'ultimo si difende affermando di aver agito da solo per proteggere le leggi del suo Paese. McCoy e la Borgia scoprono che è stato spinto da un altro componente del gruppo, sospettato di un omicidio commesso in Arizona.
- Guest star: Daniel Roebuck (Nathaniel Prentiss), Stephen Lang (Terry Dorn).
- Nota. Questo episodio è ispirato al caso di Tyrone M. Williams, un immigrato giamaicano che fu accusato di trasporto di immigrati sudamericani clandestini e omicidio di un altro camionista e condannato a morte. È ispirato anche al progetto Minuteman, un'organizzazione di vigilantes per monitorare il flusso di immigranti sudamericani.
- Ascolti Italia: telespettatori 1 298 000 – share 5,39%[8]

## Giustizia in famiglia
- Titolo originale: Criminal Law
- Diretto da: Edwin Sherin (accreditato come Ed Sherin)
- Scritto da: David Wilcox

### Trama
Fontana e Green indagano su una serie di omicidi, avvenuti in tre zone differenti di Manhattan, e riescono a capire che l'assassino vuole eliminare una persona di cui conosce solo il nome. Indagando, identificano il killer e rintracciano il veicolo, nel quale trovano una lista di sei nomi, tra cui quelli delle tre vittime e altri due mancanti, una delle due vittime designate si scopre essere incredibilmente McCoy. Quest'ultimo spiega ai detective il legame tra le persone identificate nella lista: nove anni prima, ha fatto condannare un uomo che aveva ucciso sua moglie e i colleghi di lavoro di lei per vendetta: la terza vittima e gli altri due erano testimoni, i quali tra poco sarebbero stati chiamati nuovamente a prestare la loro testimonianza nel processo d'appello. Poco dopo, un'altra persona della lista viene uccisa e Van Buren e McCoy credono che l'istigatore di questi omicidi sia proprio il condannato, in prigione da nove anni. Nonostante le minacce ricevute, McCoy si prepara per il processo d'appello, ma il caso è compromesso dal rifiuto di collaborare dell'unico testimone rimasto e dalla difficoltà di trovare un legame tra l'imputato e qualcuno che uccide i testimoni, ma alla fine riescono a scoprire che l'assassino è uno dei figli del condannato, che negli anni ha assunto una falsa identità.
- Guest star: Thomas Sadoski (Robert Barnes), Johnathan Tchaikovsky (Harlan Barnes), Daniel Hugh Kelly (Leland Barnes).
- Nota. Questo episodio è ispirato al caso Richard Farley, assassino di massa che il 16 febbraio 1988 uccise 7 dipendenti dell'ESL e ne ferì altri 4; è stato condannato a morte ed è tuttora in attesa dell'esecuzione nel braccio della morte in California.

## Acido
- Titolo originale: Acid
- Diretto da: Michael Pressman
- Scritto da: Richard Sweren

### Trama
Fontana e Green indagano sul suicidio di una ragazza, la figlia di una compagna di college della Van Buren, lei stessa chiede ai detective di indagare sul suo ex fidanzato, che alcuni mesi prima le aveva sfigurato il volto con una sostanza acida, portando la ragazza a togliersi la vita. L'uomo non era mai stato incriminato per aggressione con l'acido perché la vittima non l'aveva denunciato, affermando che si era trattato di un incidente. La Van Buren chiede la collaborazione della madre della ragazza, la quale però, dopo aver identificato in un confronto l'ex fidanzato che ha visto sulla scena dell'incidente, ritratta perché da mesi l'uomo minaccia lei e l'altra figlia. A quel punto la Van Buren sfiora la falsa testimonianza confermando durante il processo l'identificazione senza menzionare la successiva identificazione, e poi confessa a McCoy l'inganno, costringendolo a far archiviare il caso.
- Guest star: Annie Corley (Christine Hill), Stella Maeve (Alexis Henderson), John Mese (Jason Corley).
- Nota. L'attrice Stella Maeve appare per la terza volta nel franchise: le prime due apparizioni erano nella serie Law & Order: Criminal Intent dove interpreta sempre personaggi diversi (entrambi nella quarta stagione). In seguito apparirà una quarta volta anche in Law & Order - Unità vittime speciali.
- Ascolti Italia: telespettatori 1 765 000[10]

## Il libro sacro
- Titolo originale: Bible Story
- Diretto da: Rick Wallace
- Scritto da: Richard Sweren

### Trama
Fontana e Green indagano sull'omicidio di Jeffrey Kilgore, trovato morto dopo aver rubato e distrutto una preziosa edizione della Torah ebraica appartenente al rabbino Speicher, che l'aveva ricevuta in eredità dal padre che l'aveva portata dalla Polonia. I sospetti di Fontana e Green si concentrano sul cugino del rabbino, che potrebbe aver pagato Kilgore per distruggere il libro sacro. A quel punto il rabbino confessa di aver ucciso la vittima, ma McCoy persegue anche il cugino dell'imputato, accusandolo di istigazione all'omicidio per aver messo deliberatamente in pericolo Kilgore.
- Guest star: Allan Miller (rabbino Geller), Zach Greigner (Barry Speicher), Mark Feuerstein (Eric Speicher).
- Nota. Questo episodio è ispirato allo scenario del sacrilegio sui testi religiosi.
- Ascolti Italia: telespettatori 1 018 000 – share 4,70%[11]

## Amico di famiglia
- Titolo originale: Family Friend
- Diretto da: Jean De Segonzac
- Scritto da: Philippe Browning

### Trama
Fontana e Green indagano sull'omicidio di un commercialista, amico d'infanzia di un boss mafioso, avvenuto nel suo appartamento mentre la moglie viene gravemente ferita dopo aver sorpreso l'assassino. I loro sospetti si concentrano su un criminale di basso livello che viene arrestato, dopo che è stato identificato dalla moglie della vittima. Ma l'uomo viene assolto in seguito a una serie di ostacoli che ha impedito a McCoy di farlo condannare. Però poco dopo essere assolto, un ex poliziotto, anche lui amico d'infanzia del boss e della vittima lo uccide, ma l'uomo afferma di averlo ucciso per legittima difesa; al contrario, Fontana, Green, McCoy e la Borgia credono che si tratti di omicidio volontario ordinato dal boss. Davanti alla prospettiva di finire in prigione, l'ex poliziotto minaccia McCoy di rivelare pubblicamente di aver falsificato le prove in tante indagini per omicidio di cui si è occupato, cosa che pregiudicherebbe gli esiti dei processi.
- Guest star: Amy Ryan (Valerie Messick), Vincent Guastaferro (Robert Bobby Cerullo).
- Nota. Questo episodio è ispirato allo scandalo della truppa C della polizia di New York, dove molti poliziotti sono stati accusati di manomissione delle prove degli accusati di omicidio.
- Ascolti Italia: telespettatori 1 913 000 – share 9,47%[12]

## Suicidio assistito
- Titolo originale: Heart of Darkness
- Diretto da: Richard Dobbs
- Scritto da: Carter Harris

### Trama
Fontana e Green indagano sullo strano suicidio di un giornalista, avvenuto in una stanza d'albergo. I detective pensano che si sia trattato di omicidio, e scoprono che il reporter era completamente instabile e che la sua compagna l'aveva da poco lasciato perché aveva avuto un figlio da un'altra donna. Interrogata da Fontana e Green, la compagna afferma che il giornalista soffriva di una gravissima forma di depressione e che le aveva chiesto di assisterlo al suicidio, come confermato dal video, girato pochi minuti prima della sua morte; nonostante l'opinione contraria della Borgia, McCoy processa l'ex compagna della vittima per omicidio, ma scopre che in quella stanza d'albergo c'era un'altra persona, cioè il fratello del giornalista.
- Guest star: Corey Stoll (Gerald Ruane), Jessalyn Gilsig (Angela Burquette).
- Ascolti Italia: telespettatori 851 000 – share 4,63%[13]

## Figlio su misura
- Titolo originale: Magnet
- Diretto da: Adam Bernstein
- Scritto da: David Black

### Trama
Fontana e Green indagano sull'omicidio di uno studente di 18 anni, dovuto allo strangolamento con l'archetto del suo violoncello. I detective scoprono che per guadagnare denaro vendeva i risultati degli esami ai suoi compagni, tra cui un ragazzo di una famiglia altolocata a cui la vittima, dopo un litigio, aveva rifiutato il suo aiuto per superare un esame importante. McCoy lo incrimina per omicidio, ma deve vedersela insieme alla Borgia con un'agguerrita avvocatessa, secondo lei il gesto del suo cliente è stato cagionato da un particolare farmaco per la concentrazione che l'imputato assumeva per migliorare le proprie prestazioni scolastiche ed essere all'altezza delle aspettative dei genitori.
- Guest star: Kathleen Turner (Rebecca Shane), Jaime McAdams (Greg Loomis).
- Nota. Questo episodio è ispirato a una controversa critica sulla psichiatria da parte dell'attore Tom Cruise nel 2004.
- Ascolti Italia: telespettatori 1 873 000 – share 8,19%[14]

## La catena del male
- Titolo originale: Choice of Evils
- Diretto da: Michael Pressman
- Scritto da: David Wilcox

### Trama
Dopo che il corpo di Danny Ashburn, un adolescente, viene trovato morto in un magazzino, gli investigatori usano il DNA per collegare il ragazzo a uno stupratore e serial killer condannato, quindi alla madre del ragazzo, Allison Ashburn, l'ex moglie del detenuto. Mentre cercano di risolvere l'omicidio di Danny, Fontana e Green scoprono che di recente ha messo incinta la sua ragazza Tina, e sua madre lo aveva visto di recente quando gli aveva dato dei soldi nonostante avesse affermato di non vederlo da mesi. Allison ammette finalmente di aver ucciso suo figlio dopo che la polizia ha arrestato il suo nuovo marito John, ma afferma di averlo fatto per salvare il mondo da suo figlio, che era convinta sarebbe diventato un mostro proprio come il suo padre biologico. Borgia e McCoy affrontano una dura battaglia cercando di condannare la "perfetta madre di famiglia".
- Ascolti Italia: telespettatori 1 094 000 – share 5,41%[15]

## A qualunque costo
- Titolo originale: Cost of Capital
- Diretto da: Michael W. Watkins
- Scritto da: Rick Eid (soggetto) e Tom Smuts (sceneggiatura)

### Trama
Dopo che Derek Miller, un afroamericano socio di una banca, viene trovato assassinato, i detective Fontana e Green scoprono che aveva centinaia di migliaia di dollari nel suo conto corrente. I detective sospettano che la vittima avesse una relazione con il suo potente capo Sophia, e che quest'ultima lo abbia ucciso per paura e rabbia. Mentre la polizia e il viceprocuratore Jack McCoy costruiscono il loro caso, la scelta del testimone diventa decisiva, ma la squadra non sa se puntare sul marito di Sophia, estraneo al mondo finanziario, o su Katie, l'instabile figlia adolescente della coppia.
- Guest star: Lisa Zane (Sophia Keener), Sarah Steele (Katie White), Martin Donovan (Robert White).

- Ascolti Italia: telespettatori 1 811 000[16]

## Lo scambio
- Titolo originale: America, Inc.
- Diretto da: Jean De Segonzac
- Scritto da: Richard Sweren

### Trama
Fontana e Green indagano sull'omicidio di un operatore di sicurezza privato nonché ex militare avvenuto nella sua stanza d'albergo. La vittima era rientrata da poco dall'Iraq, dove aveva partecipato a un'operazione a capo di un gruppo di appaltatori, in cui due di loro sono stati uccisi in un agguato. I sospetti di Fontana e Green cadono su un altro componente del gruppo che ha partecipato all'operazione, il quale, assieme al fratello di una delle vittime dell'agguato, riteneva la vittima responsabile della morte dei loro compagni. I due vengono incriminati per omicidio, ma il loro avvocato Danielle Melnick intercetta le simpatie della giuria, mostrando un video che ritrae le vittime dell'agguato in Iraq catturate e incentrando la sua difesa sulla crudeltà del conflitto iracheno. Quando uno dei due imputati afferma che la vittima aveva catturato e imprigionato un terrorista iracheno ricercato dagli americani, McCoy e la Borgia ricevono pressioni dal Pentagono, che vuole proporre agli imputati di far cadere le accuse di omicidio per entrambi, in cambio della rivelazione del luogo in cui il terrorista è stato imprigionato.
- Guest star: Adam Scott (Robbie Howell), Pablo Schriber (Kewin Boatman).
- Nota. Questo episodio è ispirato a un'imboscata avvenuta a Falluja il 31 marzo 2004, in cui quattro appaltatori furono torturati, uccisi, carbonizzati e appesi sopra un ponte che attraversava il Fiume Eufrate, portando a una causa legale intentata dalle famiglie.
- Ascolti Italia: telespettatori 1 900 000 – share 8,55%[17]

## Per salvare una vita
- Titolo originale: Thinking Makes It So
- Diretto da: Tony Goldwyn
- Scritto da: Michael S. Chernuchin

### Trama
Fontana e Green indagano su una rapina in banca, in cui uno dei due rapinatori è stato ucciso dalla guardia giurata e il direttore della banca arrestato come complice. I detective scoprono che il direttore aveva aiutato la vittima e il suo complice a rapire una bambina di 6 anni, cioè sua figlia. Fontana, dopo aver individuato il secondo rapitore, lo incita a rivelare il luogo in cui si trova la bambina. La bambina viene ritrovata, ma l'avvocato difensore del secondo rapitore accusa Fontana di aver aggredito il suo cliente.
- Guest star: Michael Countryman (Howard Grant), Stephen Schnetzer (Mitchell Lowell).
- Nota. Questo episodio è ispirato a una rapina in banca avvenuta nel 2003 a Vista, in California, che ha visto i rapimenti del direttore della filiale, sua figlia e il suo compagno di stanza.
- Ascolti Italia: telespettatori 1 901 000 – share 8,52%[18]

## Cocktail letale
- Titolo originale: Positive
- Diretto da: Richard Dobbs
- Scritto da: Sonny Postiglione

### Trama
Fontana e Green indagano sull'omicidio del proprietario di una tavola calda, scoprendo subito che il responsabile del delitto è un quattordicenne problematico che non aveva nessun legame con la vittima. Interrogando i genitori adottivi del ragazzo, Fontana e Green scoprono che la sorella del ragazzo era morta di AIDS, e che era stata ricoverata in una clinica poco distante da dove è stato commesso l'omicidio. A quel punto scoprono che il vero obiettivo dell'agguato era una cliente dell'amministrazione della clinica. Dopo che il responsabile del delitto si è tolto la vita, Fontana e Green indagano sulla morte della sorella dovuta a un cocktail letale di farmaci anti-AIDS non approvati dalle autorità sanitarie. McCoy incrimina il medico che aveva in cura la ragazza morta, e dopo aver scoperto che lui stesso è malato di AIDS lo aveva accusato di averla usata come cavia per motivi personali.
- Guest star: Vondie Curtis-Hall (Andrew Copelan).
- Nota. Questo episodio è ispirato al rapporto della Public Citzen sull'AIDS, avvenuto nel 1997.
- Ascolti Italia: telespettatori 1 754 000 – share 7,70%[19]

## Sotto copertura
- Titolo originale: Kingmaker
- Diretto da: Don Scardino
- Scritto da: David Slack

### Trama
Fontana e Green indagano sull'omicidio di una giovane agente di polizia che lavorava sotto copertura e sospettano dei trafficanti di droga albanesi su cui la vittima indagava. Uno dei sospettati afferma di aver scoperto che la vittima era una poliziotta grazie a una foto pubblicata su un giornale, insieme a un articolo relativo scritto da suo padre, un attivista repubblicano, che aveva attaccato molto duramente un parlamentare democratico: i sospetti di Fontana e Green cadono sul capo dello staff del deputato, che per colpire il padre, aveva rivelato la copertura della figlia al giornale, provocandone la morte. Per McCoy e la Borgia sarà molto dura processarlo per omicidio.
- Guest star: Garret Dillahunt (Eric Hunt), Sam Freed (Tom Baker), Dylan Baker (Sanford Remz).
- Nota. Questo episodio è ispirato allo scandalo del CIA-gate avvenuto nell'estate del 2003.
- Ascolti Italia: telespettatori 2 259 000 – share 10,18%[20]

## Una madre modello
- Titolo originale: Hindsight
- Diretto da: Jean De Segonzac
- Scritto da: Chris Levinson

### Trama
Fontana e Green cercano di scagionare il detective Falco, accusato dell'omicidio di una ragazza con cui aveva passato la notte, avvenuto proprio nel suo appartamento. Falco è il maggior sospettato del delitto e Fontana e Green scoprono che la vittima faceva cadere in trappola uomini ricchi per poi farli derubare dai suoi complici. Quindi i sospetti di Fontana e Green cadono sul capo della banda, nonché ex gangster e padre di uno dei membri della banda, arrestato da Falco molto tempo prima. Poi si concentrano sulla fidanzata di suo figlio, furibonda dopo aver saputo che la vittima aspettava un figlio da lui. Tuttavia, le intrusioni di Falco nelle indagini influenzano McCoy e la Borgia, fino a quando Fontana e Green capiscono che il responsabile dell'omicidio era una persona apparentemente insospettabile.
- Guest star: Tonya Pinkins (Angela Young), Bambadjan Bamba (Henry Young), David Wayne Britton (Tyrell Young).
- Nota. Ultima apparizione per Michael Imperioli, nel ruolo del detective Nick Falco, non nel ruolo regolare, ma come ospite. Infatti Imperioli è apparso negli ultimi quattro episodi della quindicesima stagione, sostituendo Jesse L. Martin.
- Ascolti Italia: telespettatori 1 998 000 – share 9,30%[21]

## Regole violate
- Titolo originale: Invaders
- Diretto da: Matthew Penn
- Scritto da: Richard Sweren e David Wilcox

### Trama
Fontana e Green indagano sul massacro di una famiglia, e scoprono che il vero obiettivo era il padre, che al momento della tragedia non era in casa. L'uomo aveva fornito dei falsi distintivi della polizia ai due malviventi, che li avevano utilizzati per delle rapine, e poi aveva collaborato con la Borgia per arrestarli, ma con esiti disastrosi. In seguito la Borgia viene rapita e uccisa dagli stessi che hanno commesso il massacro. Fontana e Green sospettano di un poliziotto corrotto che ha fornito il distintivo come modello per le imitazioni, e McCoy cerca con tutti i mezzi di fare giustizia per la Borgia, fino a quando gli assassini non vengono arrestati dopo aver ucciso il poliziotto corrotto, e il vice procuratore federale fa esonerare McCoy dal caso.
- Guest star: Ritchie Coster (Kewin Almonte).
- Nota. Alexandra Borgia è l'ultimo membro del cast a morire nella serie.
- Nota. Questo episodio è l'ultimo per Dennis Farina nel ruolo del detective Joe Fontana e per Annie Parisse nel ruolo dell'assistente del procuratore Alexandra Borgia.
- Nota. È il primo episodio italiano a essere trasmesso in prima serata.
- Ascolti Italia: telespettatori 2 019 000 – share 9,02%[22]